# کاظمی
کاظمی (منسوب به کاظم) یک نام خانوادگی است. افراد شاخص با این نام از این قرارند:
• والیبالیست ایرانی 
- سید باقر کاظمی، سیاستمدار اهل ایران در دورۀ پهلوی
- احمد کاظمی، فرمانده نظامی اهل ایران
- احمد کاظمی موسوی، استاد فقه اسلامی در دانشگاه مریلند
- اردشیر کاظمی، بازیگر سینما و تلویزیون اهل ایران
- ارسلان کاظمی، بازیکن بسکتبال اهل ایران
- افشین کاظمی، بازیکن فوتسال اهل ایران
- اکبرآباد کاظمی، پژوهشگر اهل ایران
- امیر کاظمی، بازیگر مرد اهل ایران
- امین کاظمی، ورزشکار کانو پولو اهل ایران
- امین کاظمی (بازیکن هندبال)، بازیکن هندبال اهل ایران
- بابک کاظمی، عکاس اهل ایران
- بهرام کاظمی، کارگردان اهل ایران
- پروانه کاظمی، کوهنورد زن اهل ایران
- پرویز کاظمی (سناتور)، سناتور دوران پهلوی دوم اهل ایران
- پرویز کاظمی (وزیر)، سیاست‌مدار و وزیر رفاه سابق ایران
- جعفر کاظمی، فعال سیاسی اهل ایران
- حسن کاظمی قمی، سفیر ایران در افغانستان
- حسین کاظمی، بازیکن فوتبال اهل ایران
- حسین کاظمی (نقاش)، نقاش اهل ایران
- حمید کاظمی، بازیکن فوتبال اهل ایران
- حمیدرضا کاظمی، بازیکن فوتبال اهل ایران
- رضا شاه کاظمی، اسلام پژوه ایرانی-پاکستانی
- زهرا کاظمی، خبرنگار کانادایی-ایرانی
- زهره کاظمی، نویسنده، روزنامه‌نگار و هنرمند اهل ایران
- ژاله کاظمی، نقاش، گوینده، مجری تلویزیونی و دوبلور اهل ایران
- سارا کاظمی، بازیگر فرانسوی ایرانی‌تبار
- سعید کاظمی آشتیانی، دانشمند اهل ایران
- سید حمیدرضا کاظمی، نمایندهٔ دورهٔ دهم مجلس شورای اسلامی
- سید مصطفی کاظمی، سیاست‌مدار اهل افغانستان
- شاپور کاظمی، مهندس برق اهل ایران
- عبدالحسن کاظمی، بازیکن فوتبال اهل ایران
- علی کاظمی، نمایندهٔ دورهٔ دهم مجلس شورای اسلامی
- علی کاظمی (نماینده پارلمان)، سیاست‌مدار اهل افغانستان
- علی آل کاظمی، روحانی شیعه اهل ایران
- فرشته کاظمی، هنرپیشه اهل افغانستان
- فرهاد کاظمی (استاد علوم سیاسی)، استاد علوم سیاسی، خاورمیانه و اسلام‌شناسی اهل ایران
- فرهاد کاظمی (مربی فوتبال)، بازیکن سابق و مربی کنونی فوتبال اهل ایران
- کاظم کاظمی، قائم مقامی وزارت اطلاعات اهل ایران
- مجید کاظمی، آهنگساز، تنظیم کننده و خواننده ایرانی مقیم آلمان
- محسن کاظمی، نویسنده و پژوهشگر تاریخ معاصر ایران
- محمد کاظمی، اصلاح‌طلب اهل ایران
- محمد کاظمی (نظامی)، رئیس حفاظت اطلاعات سپاه
- محمدحسن کاظمی، جانشین فرمانده حفاظت سپاه
- محمدکاظم کاظمی، شاعر فارسی‌زبان اهل افغانستان
- مرتضی مشفق کاظمی، نویسنده اهل ایران
- مصطفی کاظمی (قتل‌های زنجیره‌ای)، عضو وزارت اطلاعات ایران
- مظفر شمس‌کاظمی، دوبلور اهل ایران
- منوچهر کاظمی، وزیران کشاورزی ایران
- مهرداد کاظمی، خواننده موسیقی سنتی اهل ایران
- میثاق کاظمی، نویسنده، کارگردان و تهیه‌کننده اهل افغانستان
- ناصر کاظمی، فرمانده سپاه پاسداران انقلاب اسلامی
- هادی کاظمی، بازیگر مرد تلویزیونی اهل ایران
- هوشنگ کاظمی، طراح گرافیک اهل ایران
- صابر کاظمی ، والیبالیست ایرانی

## نام‌های مشابه
- سید ضیاء الدین کاظمی‌دینان، سیاست‌مدار اهل ایران
- سید محمود کاظمی‌دینان، سیاست‌مدار اهل ایران
- علیرضا کاظمی‌نژاد، وزنه‌بردار ایرانی